# (5916) van der Woude
(5916) van der Woude es un asteroide perteneciente al cinturón de asteroides, región del sistema solar que se encuentra entre las órbitas de Marte y Júpiter, descubierto el 8 de mayo de 1991 por Eleanor F. Helin desde el Observatorio del Monte Palomar, Estados Unidos.

## Designación y nombre
Designado provisionalmente como 1991 JD1. Fue nombrado van der Woude en homenaje a Jurrie van der Woude, Representante de Información Pública del Laboratorio de Propulsión a Reacción (JPL) y cocreador de la Exposición "25 años de fotografía espacial". Se unió a JPL en 1976 y se convirtió en un miembro activo del laboratorio fotográfico y la Oficina de Información Pública. Desarrolla productos especiales para la Oficina del Director y el Programa de Relaciones Comunitarias del Laboratorio.

## Características orbitales
van der Woude está situado a una distancia media del Sol de 2,320 ua, pudiendo alejarse hasta 2,588 ua y acercarse hasta 2,053 ua. Su excentricidad es 0,115 y la inclinación orbital 9,293 grados. Emplea 1291,44 días en completar una órbita alrededor del Sol.

## Características físicas
La magnitud absoluta de van der Woude es 13. 